# Stara planina
Stara planina (bulharsky  a srbsky Стара планина) je dlouhé pásemné třetihorní pohoří ve východní části Balkánského poloostrova v jihovýchodní Evropě. Za počátek pohoří je tradičně považován vrchol Vrška Čuka na hranicích Bulharska a Srbska. Poté se táhne v délce asi 560 km, nejprve jihovýchodním směrem podél společné bulharsko-srbské hranice, poté východním směrem napříč Bulharskem, kde tvoří přirozenou bariéru mezi severní a jižní polovinou země, a nakonec dosahuje Černého moře u mysu Emine. Nejvyšším bodem pohoří je Botev (2376 m).
Ve většině centrální a východní části tvoří hřeben rozvodí mezi povodími Černého a Egejského moře. Výraznou proláklinu v pohoří tvoří místy úzká Iskărská roklina, která se nachází jen několik kilometrů severně od bulharského hlavního města Sofie. Krasový reliéf podmiňuje velký počet jeskyní, včetně jeskyně Magura s nejvýznamnější a nejrozsáhlejší evropskou postpaleolitickou jeskynní malbou, Ledenice, Saevy dupky, Bačo Kiro atd. Nejpozoruhodnějším skalním útvarem jsou Bělogradčické skály na západě.
Na území Stare planiny se nachází několik významných chráněných území: Národní park Centrální Balkán, přírodní parky Vračanský Balkán, Bulgarka a Sinite Kamani a řada přírodních rezervací. Stara planina je pozoruhodná svou flórou a faunou. V oblasti Kozje steny roste například plesnivec alpský. Jedny z nejpozoruhodnějších krajinných scenérií zahrnuje Národní park Centrální Balkán se strmými skalami, nejvyššími vodopády na Balkánském poloostrově a bujnou vegetací. Nachází se zde řada významných přírodních rezervací, například Čuprene, Kozja stena a další. V oblasti žije většina velkých evropských savců včetně medvěda hnědého, vlka, prasete divokého, kamzíka a jelena.
Od starého názvu zdejších hor, Velký Balkán, se odvozuje název Balkánského poloostrova. Stara planina v češtině doslovně znamená Staré hory.

## Název
Předpokládá se, že název přinesli do regionu v 7. století Bulhaři, kteří jej použili pro oblast jako součást První bulharské říše. V bulharštině bylo archaické slovo balkan (балкан) převzato z turečtiny a znamená „hora“. Je možné, že nakonec pochází z perského bālkāneh nebo bālākhāna, což znamená „vysoký, horní nebo honosný dům“. Název se dodnes zachoval ve Střední Asii v názvech Uly Balkan (Balkánské hory) a Balkanský vilájet (hl. město Balkanabat) v Turkmenistánu. V turečtině balkan znamená „řetěz zalesněných hor“.
Ve starověku a středověku bylo pohoří známo pod thráckým názvem: Haemus Mons (latinsky Haemus). Vědci se domnívají, že název Haemus (Αἷμος) je odvozen od thráckého slova *saimon, „horský hřeben“/pohoří. Název mysu Emine, místa kde se pohoří stýká s Černým mořem, je pak odvozen od názvu Aemon. Lidová etymologie tvrdí, že „Haemus“ pochází z řeckého slova „haima“ (αἵμα), což znamená „krev“, a vychází z řecké mytologie. Během boje mezi Diem a nestvůrou Týfónem zranil Zeus Týfóna hromem; Týfónova krev pak dopadla na hory, které pak byly podle tohoto boje pojmenovány.
Mezi další názvy, kterými se hory v různých časových obdobích označovaly, patří Aemon, Haemimons, Hem, Emus, slovanské Matorni gori a turecké Kocabalkan. Česky se hory také někdy nazývají Velký Balkán.

## Geografie

### Poloha

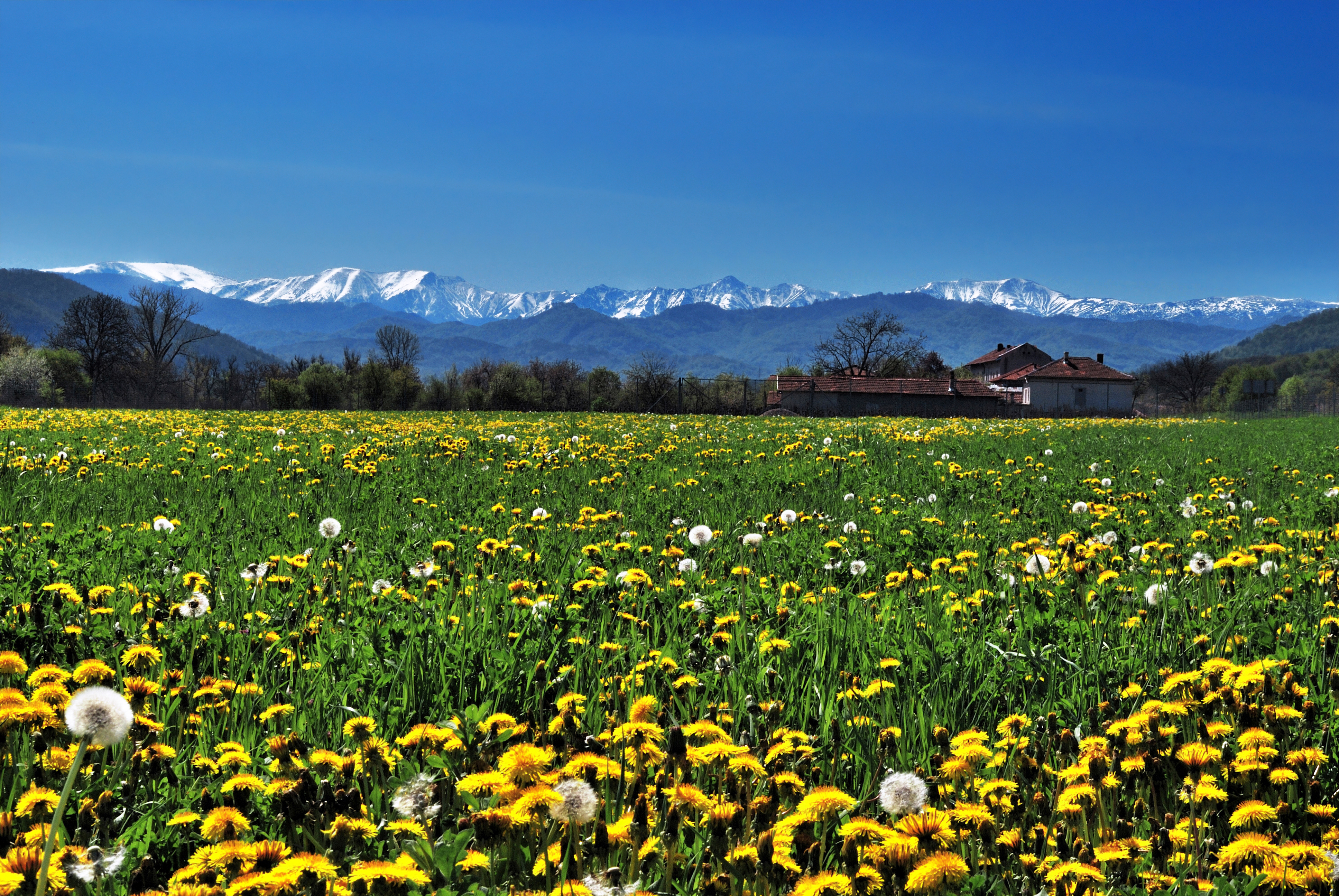
Pohled na Starou planinu

Stara planina patří k Balkanidům a je součástí alpinsko-himálajského systému. Nachází se mezi Předbalkánem na severu a Zabalkánskýmí kotlinami na jihu. Od západu se táhne počínajíc řekami Trgoviški Timok (přítok Timoku) a Visočica v Srbsku a na východě končí v Černém moři mysem Emine. Administrativně spadá do čtrnácti bulharských oblastí: Vidin, Montana, Vraca, Sofijské, Sofie, Loveč, Plovdiv, Gabrovo, Stara Zagora, Veliko Tarnovo, Sliven, Šumen, Burgas a Varna a do dvou srbských okruhů: Pirotského a Zaječarského.
Celé pohoří má délku asi 600 km, jen na území Bulharska má pohoří v západovýchodním směru délku 530 km, přičemž jeho šířka je asi 15 kilometrů (ve střední části) a až 50 km (v západní a východní části). Rozkládá se na ploše 11 596,4 km² a jeho střední nadmořská výška je 722 metrů. Hory tvoří přirozenou severní hranici krajiny Thrákie. Pohoří s oblými tvary se směrem k jihu prudce svažuje a protíná ho řada průsmyků, z nichž nejdůležitější jsou průsmyky Šipka a Republika. Je také protkán několika průlomovými údolími, z nichž nejmohutnější je údolí řeky Iskar. Nejvyšším vrcholem je Botev (2376 m). Stara planina je v Srbsku nejvyšším pohořím (Midžur, 2169 m) a v Bulharsku třetím nejvyšším (po Rile a Pirinu)

### Hranice
Severní hranice Staré planiny sleduje tektonické zlomy v místech, kde končí její strmé svahy. Hranice tak příčně přechází údolí řek a je zde dobře patrná jako přechod mezi kamenitými usazeninami zvětralých hornin a málo erodovanými vápenci Předbalkánu. Na některých místech hranice vystupuje z mladší výplně synklinálních sníženin. Od svého západního konce v Srbsku (kde na severu a severovýchodě navazují Srbské Karpaty), nedaleko hranic s Bulharskem, běží hranice k Belogradčickému průsmyku (570 m n. m.) a dále sleduje Salašskou synklinálu, která vede přes sedlo Provala (535 m) a údolím řeky Ogosty. Východněji, na jižním okraji Bărzovsko-botunské sníženiny, má hranice charakter postupného přechodu. Na východ od údolí řeky Botuňa, na jižním okraji Vrackého pole a na severozápadním úpatí Vrackého pohoří je morfologicky jasně zřetelná až za údolí řeky Iskăr. Pak pokračuje jižní částí Botevgradské kotliny a východněji je zřetelná v meandrech řek Malki Iskăr (v Etropoli) a Černi Vít (u Divčovota). Odtud hranice přetíná postupně údolí řek Beli Vit (u Ribarici), Beli Osăm, Černi Osăm (jižně od Trojanského kláštera), Vidima (v blízkosti města Aprilci), Rosica (u obce Stokite), Jantra (u Gabrova), Drjanovska (nedaleko Trjavny), Belica (u obce Vonešta Voda), Zlatariška (jižně od města Elena) a Stara reka (nedaleko stejnojmenné obce). Dále vede jasně ohraničeným úpatím Gerlovské kotliny a po severním úpatí pohoří Vărbiška k soutoku Goljamé a Ludé Kamčije v obci Conevo. Pak vede severním úpatím pohoří Kamčija a končí u ústí Škorpilovské řeky do Černého moře. V této části sousedí s Dolnodunajskou nížinou.
Jižní hranice Staré planiny je totožná se severní hranicí Zabalkánských kotlin. V místech příčných hřbetů vedoucích ke Sredné goře tvoří orografickou hranici jejich nejnižší místa – sedla a průsmyky, ale z geografického hlediska jsou tyto hřbety převážně uváděny jako samostatná pohoří (Neguševski rid, Oporski rid, Gălăbec, Koznica a Stražata).

### Dělení

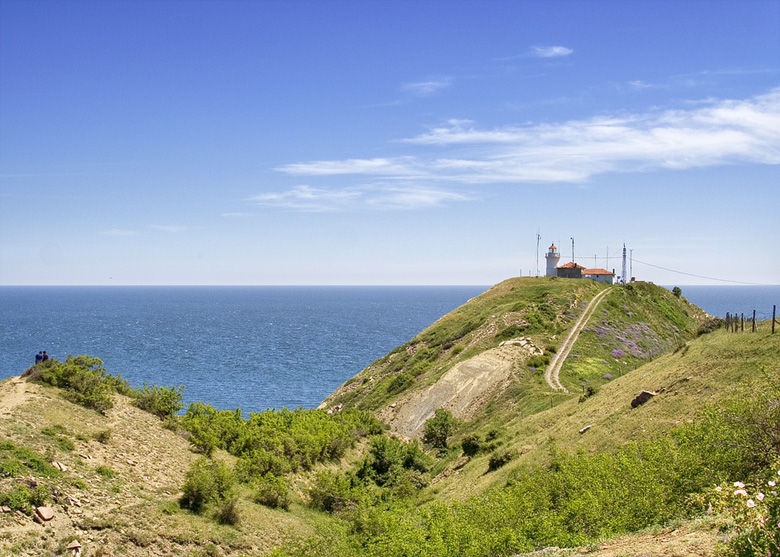
Mys Emine, východní konec Stare planiny

Pohoří se dělí na tři části od západu k východu:
- Západní Stara planina (Zapadna Stara planina): do výšky 2169 m (Midžur), přirozená hranice mezi Srbskem a Bulharskem
- Střední Stara planina (Sredna Stara planina): od Iskarského nebo Botevgradského nebo Zlatického průsmyku na západě po průsmyk Vratnik na východě
- Východní Stara planina (Iztočna Stara planina): Střední hlavní hřeben sahá až k pobřeží Černého moře a končí na mysu Emine

Rozdělení od severu k jihu:
- Předbalkán
- Hlavní hřeben Staré planiny (bulharsky подобласт на Главната Старопланинаска верига), s nejvyšším vrchem Botev uprostřed
- Podbalkan

Hlavní hřeben a Podbalkán tvoří rozsáhlou krajinu Staroplaninského řetězového systému (bulharsky Област на Старопланинска верижна система Oblast на Старопланinska вешна система), k němuž na severu přiléhá severobulharská Podunajská nížina.
Západní Stara planina (Zapadna Stara planina) se rozkládá od západního konce celého pohoří až k průsmyku Zlatiški prochod (Zlatický průsmyk) a má délku zhruba 190 km. Od severozápadu se dílčími pohořími Svetinikolska planina a Čiprovska planina postupně zdvihá ke svému nejvyššímu vrcholu Midžur (2169 m). Jihovýchodním směrem pak hřbetem Berkovska planina pokračuje přes kužel její nejvyšší hory Kom (2016 m) a následně klesá k sedlu Petrochanski prochod (1444 m). Za ním se pohoří značně rozšiřuje směrem k Botevgradské a Etropolské kotlině a rozpadá se na několik hřebenů, zatříděných v bulharské geografii jako samostatná pohoří, přičemž je až k průlomu řeky Iskăr oproti předchozím partiím nižší a méně modelované. V těchto místech se rozkládá několik podcelků (od severu jih): Vračanska planina (1482 m), Koznica (1785 m), Ponor (1479 m) a Mala planina (1234 m). I za průlomem zůstává Stara planina široká a členitá s podcelky (od severu jih): Ržana (1637 m), Golema planina (1588 m) a Sofijska planina (1295 m), jejichž hranice jsou tvořeny hlubokými údolími řek Gabrovnica a Batulijska reka a jejichž hřebeny se sbíhají do orografického uzlu Murgaš (1687 m). Východně od průsmyku Vitiňa až ke Zlatickému průsmyku se členění pohoří omezuje na severnější Bilo (931 m) a hlavní hřeben Etropolska planina (1790 m).

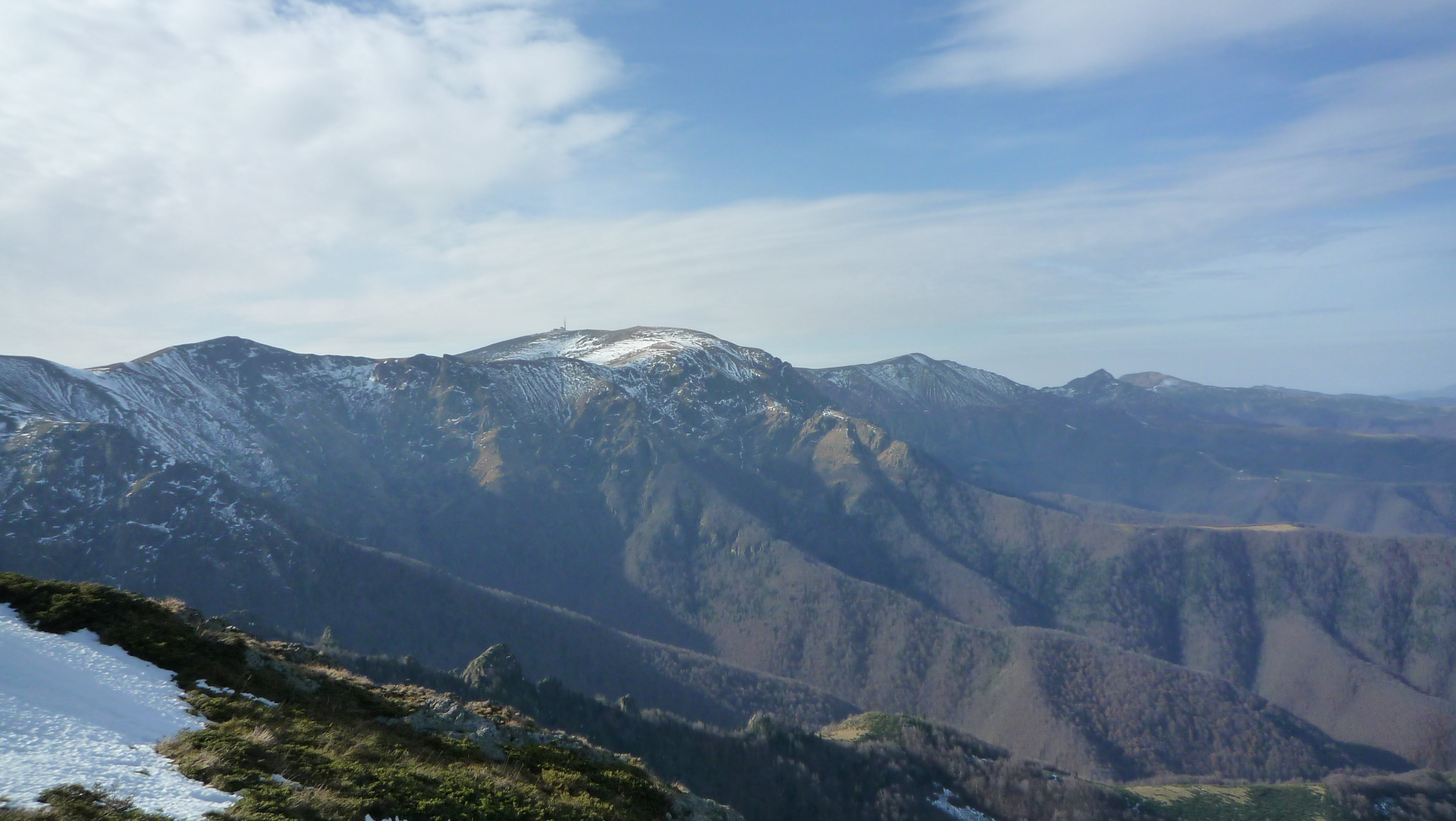
Hlavní hřeben s vrcholem Botev (2376 m)

Západní část Staré planiny má průměrnou nadmořskou výšku 849 m a rozlohu 4 196,9 km², což představuje 36,19 % rozlohy celého pohoří. Největší podíl z toho (49,44 %) zaujímají polohy s nadmořskou výškou mezi 600 a 1000 m následovány (27,15 %) polohami středními do 1600 m a nejmenší podíl (1,79 %) mají polohy vysokohorské.
Střední Stara planina (Sredna Stara planina) se rozkládá od Zlatického průsmyku (1385 m) k průsmyku Vratnik (1097 m) a má délku zhruba 185 km. Představuje značně kompaktní celek a jednotlivé části pohoří na sebe navazují v západovýchodním směru následovně: Zlatiško-tetvenska planina (2198 m), Trojanska planina (2166 m), Kaloferska planina (2376 m), Šipenska planina (1523 m), Trevnenska planina (1330 m), Eleno-tvărdiška planina (1536 m). Napříč pohořím prochází několik průsmyků (od západu k východu): Trojanski, zvaný Beklemeto (1520 m), Rusalijski (1560 m), Chimitlijski (1170 m) Šipenski (1200 m), Chajnboaz (698 m) a Tvărdiški (1048 m). Střední část je s rozlohou 3 400,9 km² ze všech tří částí Staré planiny nejmenší, což představuje 29,33 % rozlohy celého pohoří, ale s průměrnou nadmořskou výškou 961 m je nejvyšší. Největší podíl z rozlohy (44,48 %) zaujímají polohy s nadmořskou výškou mezi 600 a 1000 m následovány (31,66 %) polohami středními do 1600 m a nejmenší podíl (7,7 %) mají polohy vysokohorské.
Východní Stara planina (Iztočna Stara planina) se rozkládá od průsmyku Vratnik a končí na pobřeží Černého moře.

### Geologie

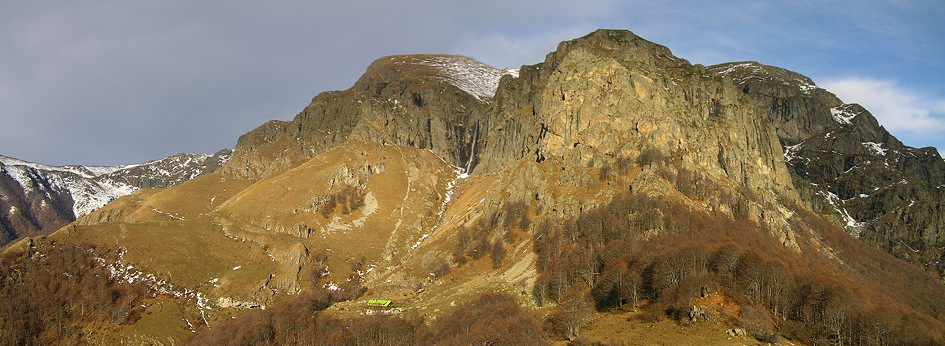
Centrální část pohoří, uprostřed vodopád Rajsko praskalo v Národním parku Centrální Balkán (pohled od chaty Raj)

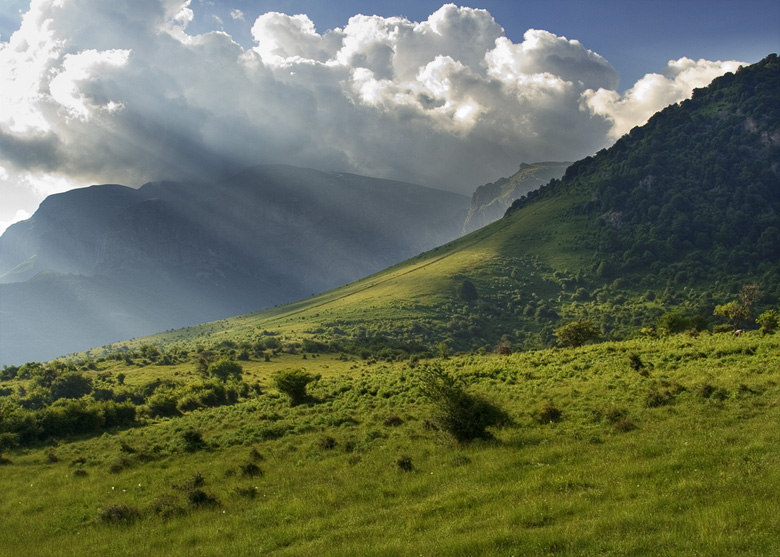
Střední část Stare planiny

Předpokládá se, že k fázi zvrásnění Staré planiny došlo ve starších třetihorách. Balkánský oblouk a Karpatský oblouk, které patří k fázi alpinského horského vrásnění, jsou strukturně spojité části horstev severního alpského řetězce, který se strukturně geologicky označuje jako Karpatsko-balkánský oblouk a který zaujímá podstatnou část severní části středního a východního Balkánského poloostrova jižně od Dunaje.
Z hlediska geologie je Balkán definován zónovým uspořádáním horninových struktur, které mají severojižní směr. Tento zonální směr je přerušen tektonickými rotacemi na severu a jihu, které jsou charakteristické pro zakřivený horský oblouk.

Stara planina je tvořena horninami od proterozoika po čtvrtohory. Jedná se převážně o kyselé metamorfované hlubinné horniny (ortoruly) Sredné gory. V mnoha případech jsou proloženy vápenci a v menší míře dolomity z jury a spodní křídy. Tloušťka těchto sedimentů může být více než 1000 m. Vápence z triasu jsou naopak vzácnější. Vyskytují se na příkrovech permských pískovců na západním Balkáně a ve východní Stare Planině. 

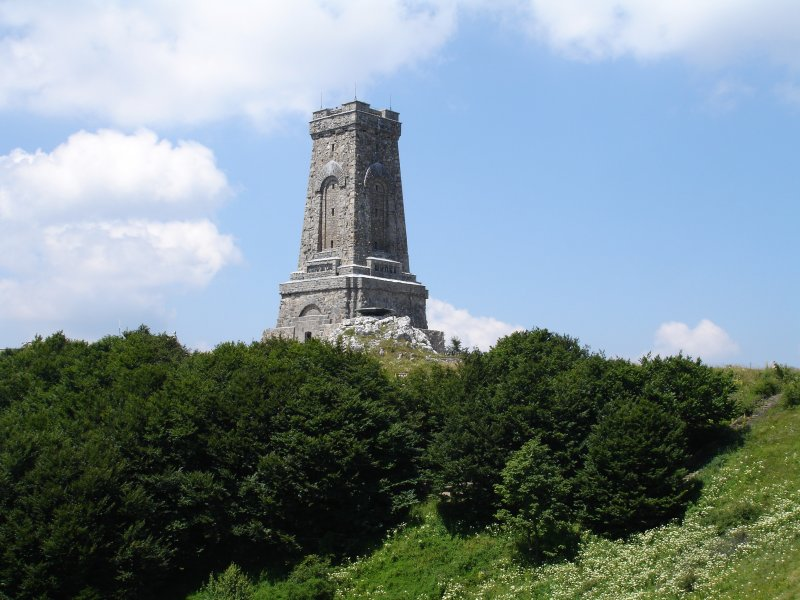
Památník na vrchu Šipka

### Reliéf
Reliéf Stare planiny je dán prudkým převýšením, zejména v oblasti Staré planiny, a také na jižní straně centrálního Balkánu, ale na severní straně pozvolným přechodem z podunajské nížiny pokryté spraší. Na severní straně zaujímají kráterovité pahorkatiny Stare planiny výšku mezi 250 a 600 m. Na druhé straně se členité svahy jižní strany bez jakéhokoli přechodu svažují do centrální balkánské roviny Bulharska.
Na východě Stare planiny se výšky snižují a pohoří se rozpadá na několik paralelních řetězců (Kotlenska, Varbiška, Kamčijska planina na severu, Slivenska, Stidovska, Karnobacka, Eminska planina ve středu, Grebenez, Tersijski bair, Chisar, Ajtoska planina na jihu). Centrální hřebenová linie leží převážně pod hranicí lesa (která je 1900 m n. m.), horské partie, které se tyčí nad ní, jsou rozsáhle pokryty vysokohorskými pastvinami. Mezi jednotlivými horskými masivy se rovnoběžně na východ táhnou podélná údolí, z nichž nejrozsáhlejší protéká řeka Luda Kamčija.

### Vodstvo

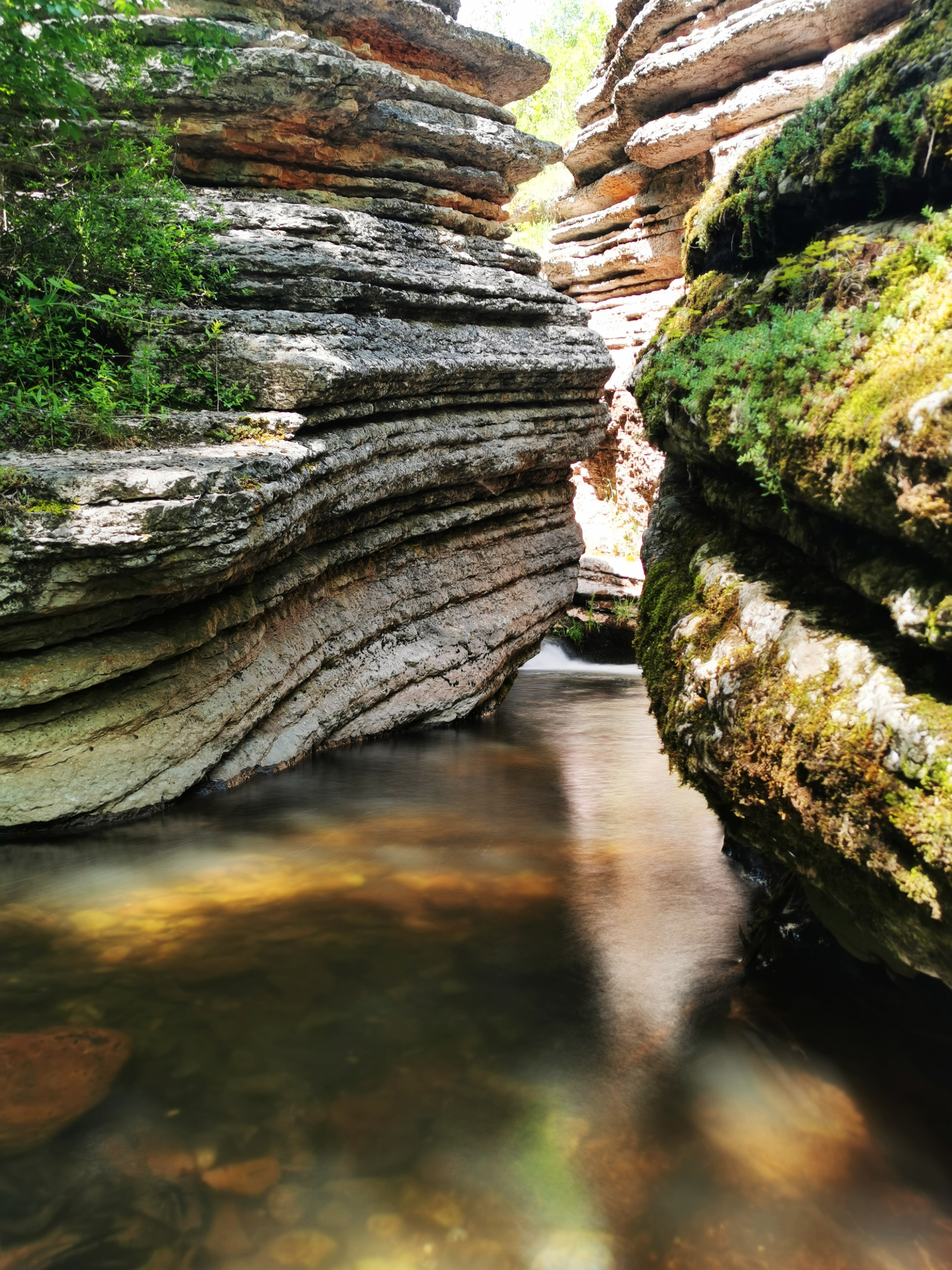
Řeka Rosomačka, Srbsko

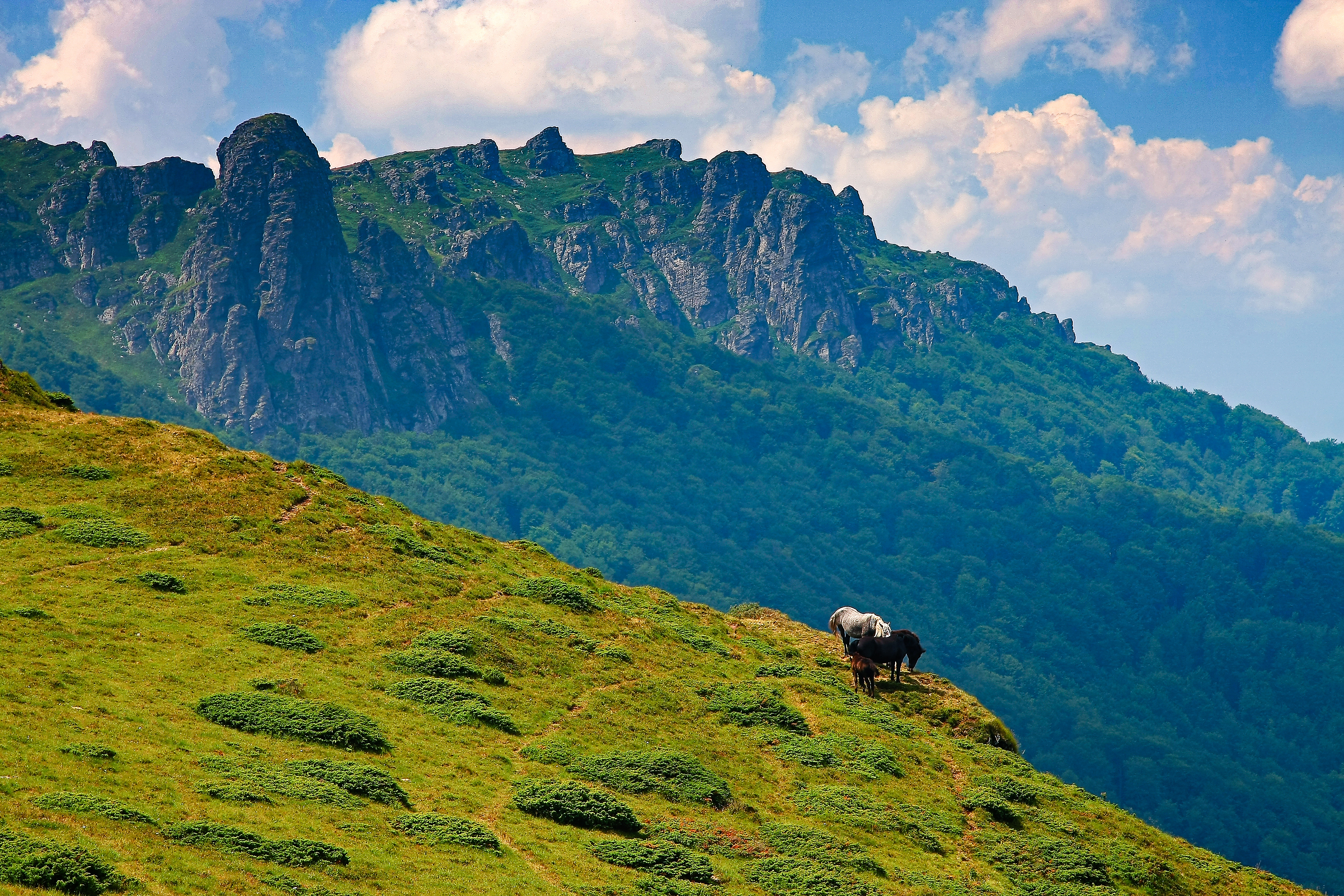
Koně na horách, Srbsko

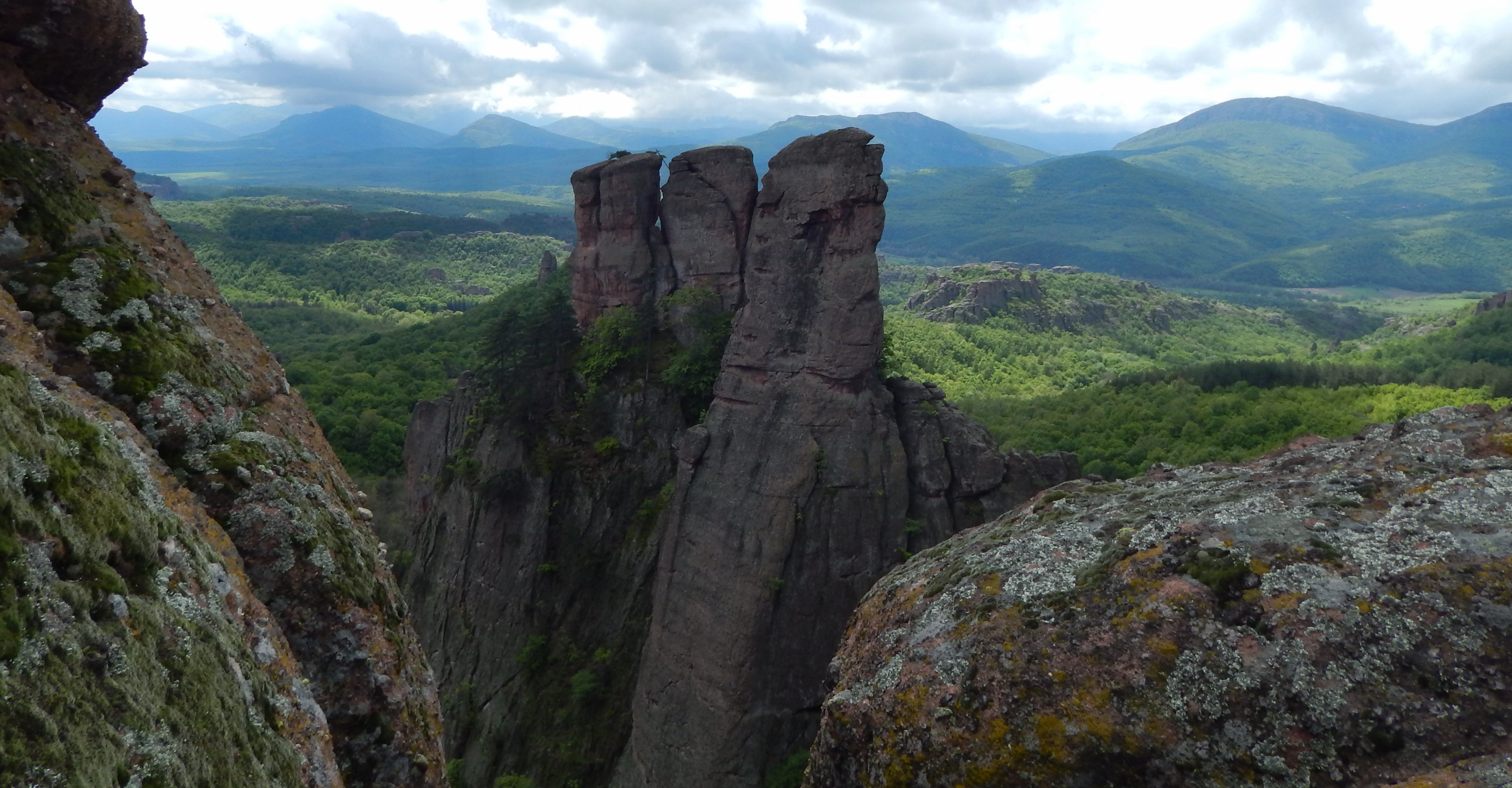
Bělogradčické skály

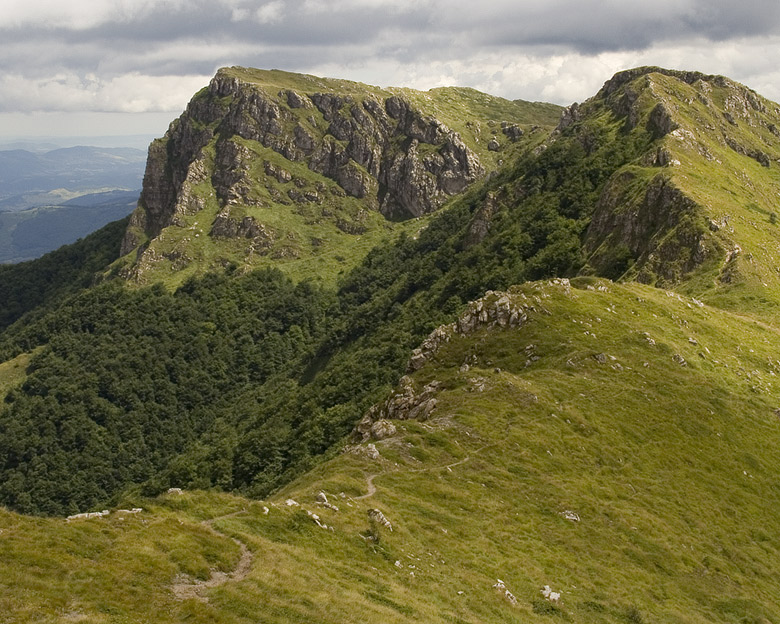
Rezervace Kozja Stena

Ve své centrální a východní části tvoří Stara planina rozvodí mezi řekami tekoucími do Dunaje na severu a řekami tekoucími do Egejského moře na jihu. Protíná je však nejdelší bulharská řeka Iskar, která tvoří Iskarskou soutěsku. Mezi řekami, které pramení na Stare planině a tečou na sever do Dunaje, jsou Timok, Archar, Lom, Cibrica, Ogosta, Skat, Vit, Osam, Jantra a Rusenský Lom. V pohoří také pramení řeka Kamčija, která se vlévá přímo do Černého moře. Ačkoli není tak bohatá na minerální vody jako jiné části Bulharska, nachází se zde několik lázní, například Varšec, Šipkovo a Vonešta Voda.
Zejména v západní a střední části pohoří se nachází řada vodopádů, například Rajsko Praskalo, který je nejvyšším vodopádem na Balkánském poloostrově, Borov Kamak, Babsko Praskalo, Etropolský vodopád, Karlovsko Praskalo, Skaklja a další. Výzkum v posledních dvou desetiletích zcela změnil geografii Srbska, pokud jde o vodopády. Oblast srbské Staré Planiny byla vždy řídce osídlená a nepřístupná kvůli členitému a zalesněnému terénu, ale také jako místo na srbsko-bulharské hranici. Od doby, kdy se armáda vzdala hranic a předala kontrolu pohraniční policii, je civilistům umožněno oblast prozkoumat, díky čemuž jsou od té doby na srbské straně Staré planiny objevovány stále vyšší a vyšší vodopády: Čungulj v roce 1996 – 43 m; Pilj v roce 2002 – 64 m; Kopren v roce 2011 – 103,5 m; a dokonce Kaluđerski Skokovi v roce 2012 – 232 m.

### Klima
Podnebí je mírně kontinentální, s výjimkou nejvýchodnějších částí, které podléhají vlivům transkontinentálního podnebí.
Hlavní část Stare planiny patří do horské klimatické oblasti. Hlavními faktory, které ovlivňují klima, jsou atmosférické proudění, nadmořská výška a expozice svahů.
Stara planina je hlavní klimatickou bariérou a přírodní hranicí Bulharska. Severní podhůří má mírně kontinentální klimatické rysy, zatímco jižní podhůří je přechodné. Přechodné klima je charakteristické zejména pro východní části pohoří. Od podhůří k hřebenům se mění charakter a hodnoty klimatických prvků. Průměrná roční teplota klesá s nadmořskou výškou a na stanici na hoře Botev dosahuje 0,7 °C (viz tabulka 1). Průměrné lednové teploty se značně liší: od přibližně 0 °C v nejvýchodnějších částech až po −5 °C na stanici v Petrochanu a −9,3 °C na stanici na hoře Botev. Průměrné červencové teploty se pohybují mezi 8 a 20 °C v závislosti na nadmořské výšce. Teplotní amplitudy nejsou velké: 16–18 °C.
Srážky rostou se zvětšující se nadmořskou výškou a dosahují 1200 až 1400 mm. Jsou hojnější na severních svazích, zatímco jižní svahy zůstávají ve srážkovém stínu a srážky se zde pohybují kolem 550 mm. V nejvýchodnějších částech dosahují srážky v důsledku přechodného charakteru klimatu přibližně 600 mm. Sníh se ve vyšších polohách udrží asi 46 týdnů, na východě až 12 týdnů. Maximum srážek je na jaře a minimum v zimě, přičemž ve východních částech dochází k sezónnímu vyrovnání. Největrnějšími místy v Bulharsku jsou vrcholy Murgaš a Botev, kde průměrná roční rychlost větru dosahuje 10 m/s. Severní úpatí Stare planiny charakterizuje fén a oblast Tvardice a Slivenu studený padající vítr typu bóra (často nazývaný slivenský vítr). Z nepříznivých klimatických jevů jsou typické mlhy, teplotní inverze v údolích a námraza.
| Stanice   | Nadmořská výška (m) | Průměrná lednová t (°C) | Průměrná červencová t (°C) | Roční amplituda (°C) | Roční průměr t (°C) | Roční úhrn srážek (mm) |
| --------- | ------------------- | ----------------------- | -------------------------- | -------------------- | ------------------- | ---------------------- |
| Petrochan | 1400                | −5,0                    | 14,0                       | 19,0                 | 4,8                 | 1157                   |
| Botev     | 2376                | −9,3                    | 7,4                        | 16,7                 | 0,7                 | 1113                   |

### Průsmyky
Pohoří protíná 20 průsmyků a dvě soutěsky. Starou planinu protínají zpevněné silnice v následujících průsmycích (řazeno od západu k východu):
- Petrohanský průsmyk (Petrochanski prochod): na silnici Sofie–Montana
- Iskarská roklina (Iskarski prolom): Sofie–Vraca (také železnice)
- Vitinský průsmyk: dálnice Chemus (A2), Sofie–Botevgrad
- Průsmyk Beklemeto: Trojan–Sopot
- Průsmyk Šipka: Gabrovo–Kazanlak, nedaleko i železniční průsmyk
- Průsmyk republiky (Prohod na republikata): Veliko Tarnovo – Gurkovo
- Průsmyk Vratnik: Elena–Sliven
- Kotelský průsmyk (Kotlenski prohod): Kotel – křižovatka Petolačka
- Varbický průsmyk (Varbiški prohod): Šumen – křižovatka Petolačka
- Rišský průsmyk (Riški prohod): Šumen–Karnobat
- soutěska Luda Kamčija (Ludokamčijski prolom): Provadija–Karnobat (také železnice)
- Ajtoský průsmyk (Ajtoski prohod) – Provadija – Ajtos
- Djulinský průsmyk (Djulinski prohod): Varna–Ajtos
- Obzorský průsmyk (Obzorski prohod): Varna–Burgas

### Vrcholy
Většina nejvyšších vrcholů leží na území Bulharska. Řada vrcholů přesahuje výškou 2000 m n. m., např.:
- Botev 2376 m (pojmenovaný po Christo Botevovi)
- Goljam Kademlija (Triglav) 2276 m
- Mlečnija čal (Дюзчал) 2255 m
- Žaltec 2227 m
- Paradžika 2209 m
- Vežen 2198 m
- Mazalat 2197 m
- Pirgos 2195 m
- bezejmenný vrch (vedle Mazalatu) 2171 m
- Goljam Kupen 2169 m
- Midžor 2169 m, nejvyšší hora Srbska a severozápadního Bulharska, 12. v pořadí na Balkáně.
- Levski 2166 m (pojmenovaný po Vasilu Levském)
- Juruška gramada 2136 m
- Martinova chuka 2111 m
- Malak kupen 2101 m
- Tetevenska Baba 2071 m
- Buluvanija 2043 m
- Goljam Krastec 2034 m
- Kostenurkata 2 034 m
- Obov vrach 2033 m
- Kartala 2031 m
- Pascal 2029 m
- Ravnec 2020 m
- Kom 2016 m

## Historie

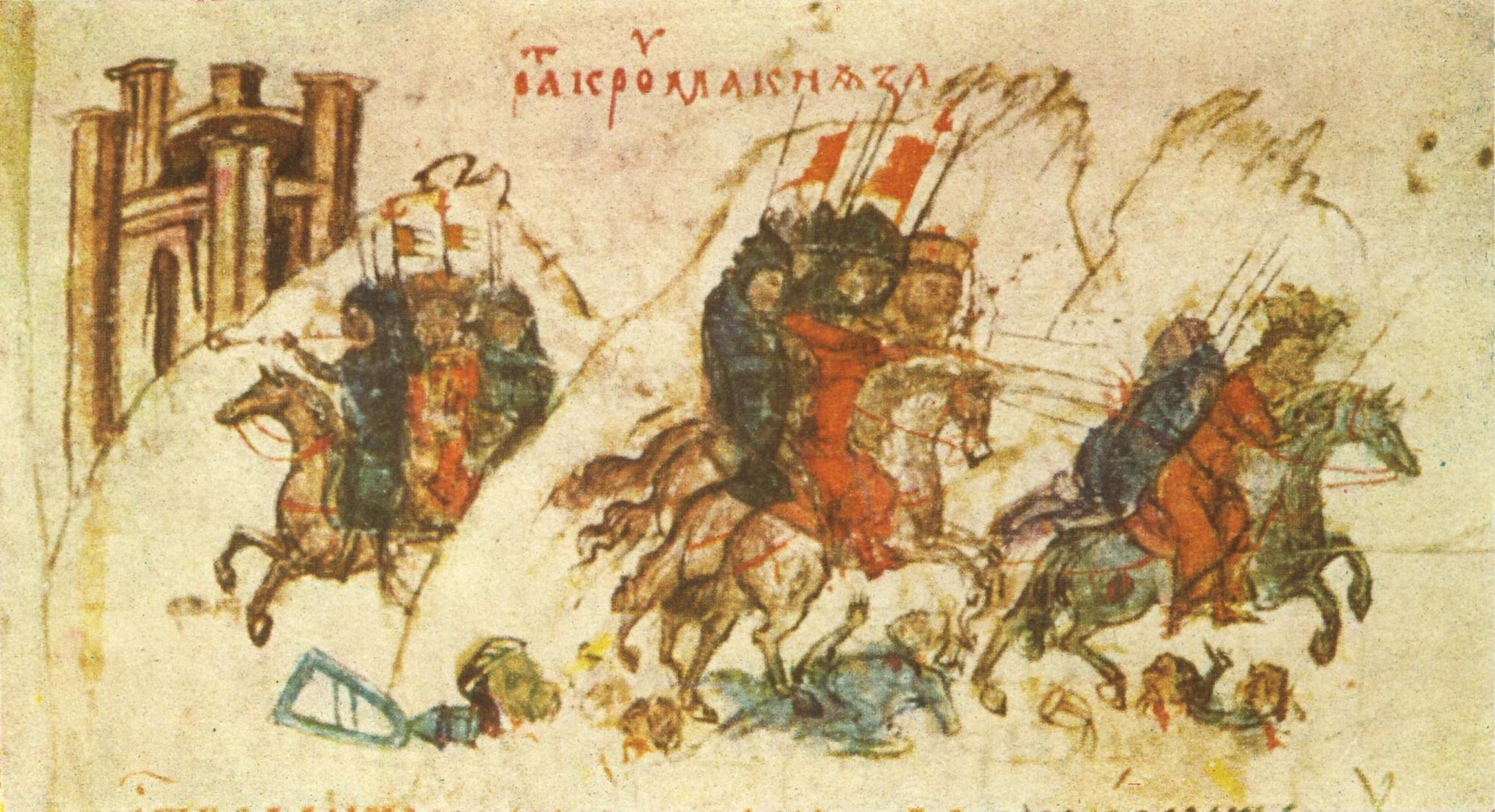
Bulharské vojsko pod vedením chána Kruma poráží byzantského císaře Nikefora I. v bitvě u Varbického průsmyku v roce 811, Manassesova kronika.

Malebná údolí v centrální části Staré planiny, včetně Údolí růží, byly osídlena již starověkými Thráky, centrum mocné Thrácké říše se nacházelo u Kazanlaku, kolem něhož byly nalezeny prastaré thrácké hrobky,
Stara planina má v dějinách Bulharska významné a zvláštní místo již od jeho založení v roce 681. Po staletí představovala přirozenou pevnost Bulharské říše a tvořila účinnou bariéru vůči Moesii, kde se nacházela většina středověkých hlavních měst. Stara planina byla dějištěm mnoha bitev mezi Bulharskou a Byzantskou říší, včetně bitvy ve Veregavském průsmyku (759), bitvy ve Varbickém průsmyku (811), bitvy v Trevenském průsmyku (1190) a bitvy u Deviny (1279). V bitvě ve Varbickém průsmyku chán Krum rozhodujícím způsobem porazil obrovskou byzantskou armádu a zabil císaře Nikefora I. Po mnoho staletí se Byzantinci těchto hor obávali a několikrát se stalo, že se byzantská vojska při přiblížení k pohoří stáhla.
Během osmanské nadvlády našlo ve Stare planině útočiště mnoho haiduků. Nedaleko nejvyššího vrcholu, Botevu, leží městečko Kalofer, rodiště Christo Boteva, bulharského básníka a národního hrdiny, který v roce 1876 zahynul v západní části pohoří nedaleko města Vraca v boji proti Osmanské říši. Asi 35 km východně od Botevu se nachází také průsmyk Šipka, dějiště čtyř bitev rusko-turecké válce v letech 1877–78, která ukončila tureckou nadvládu na Balkáně.

## Ochrana životního prostředí

### Bulharsko

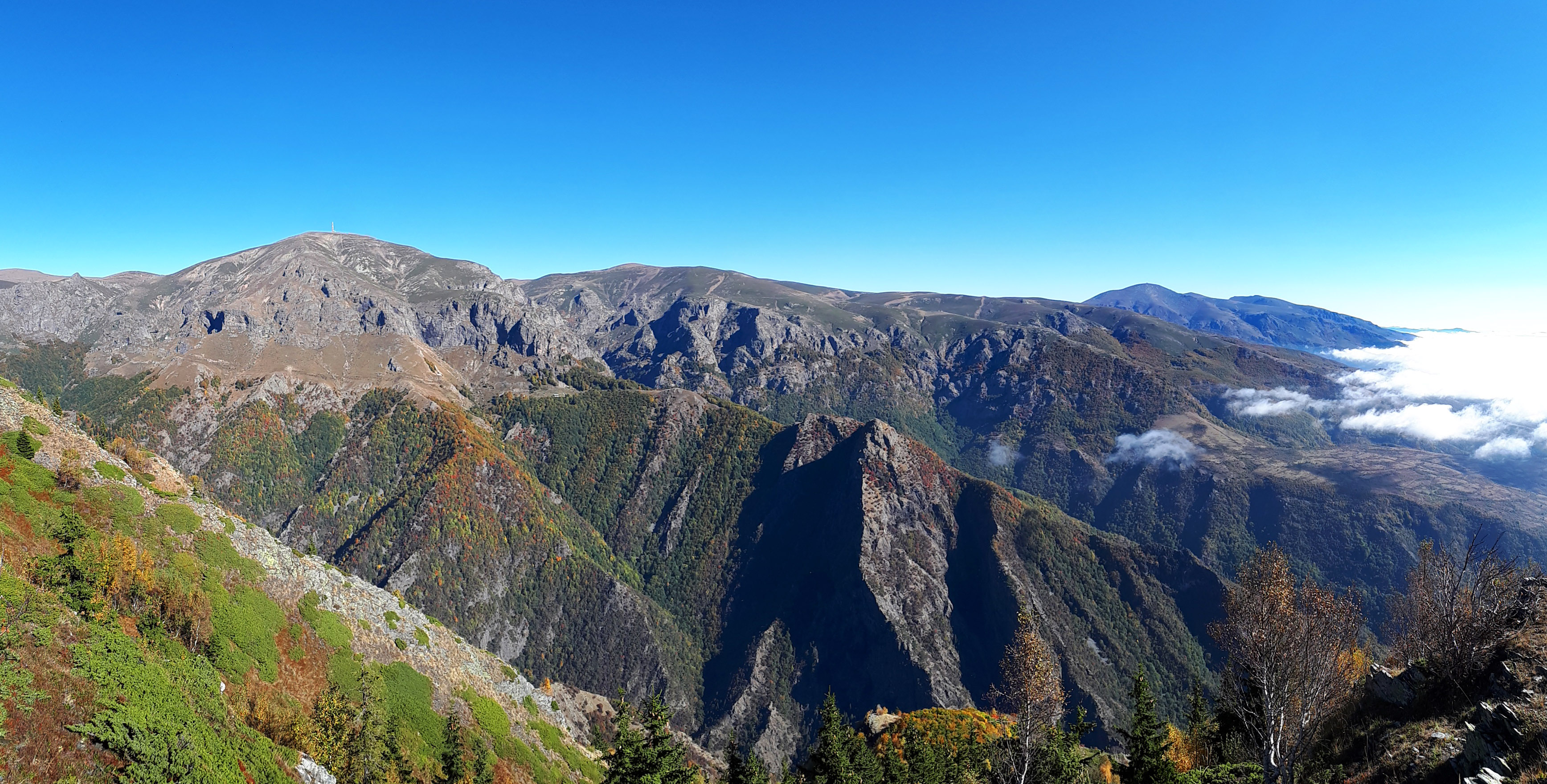
Rezervace Džendema v Národním parku Centrální Balkán

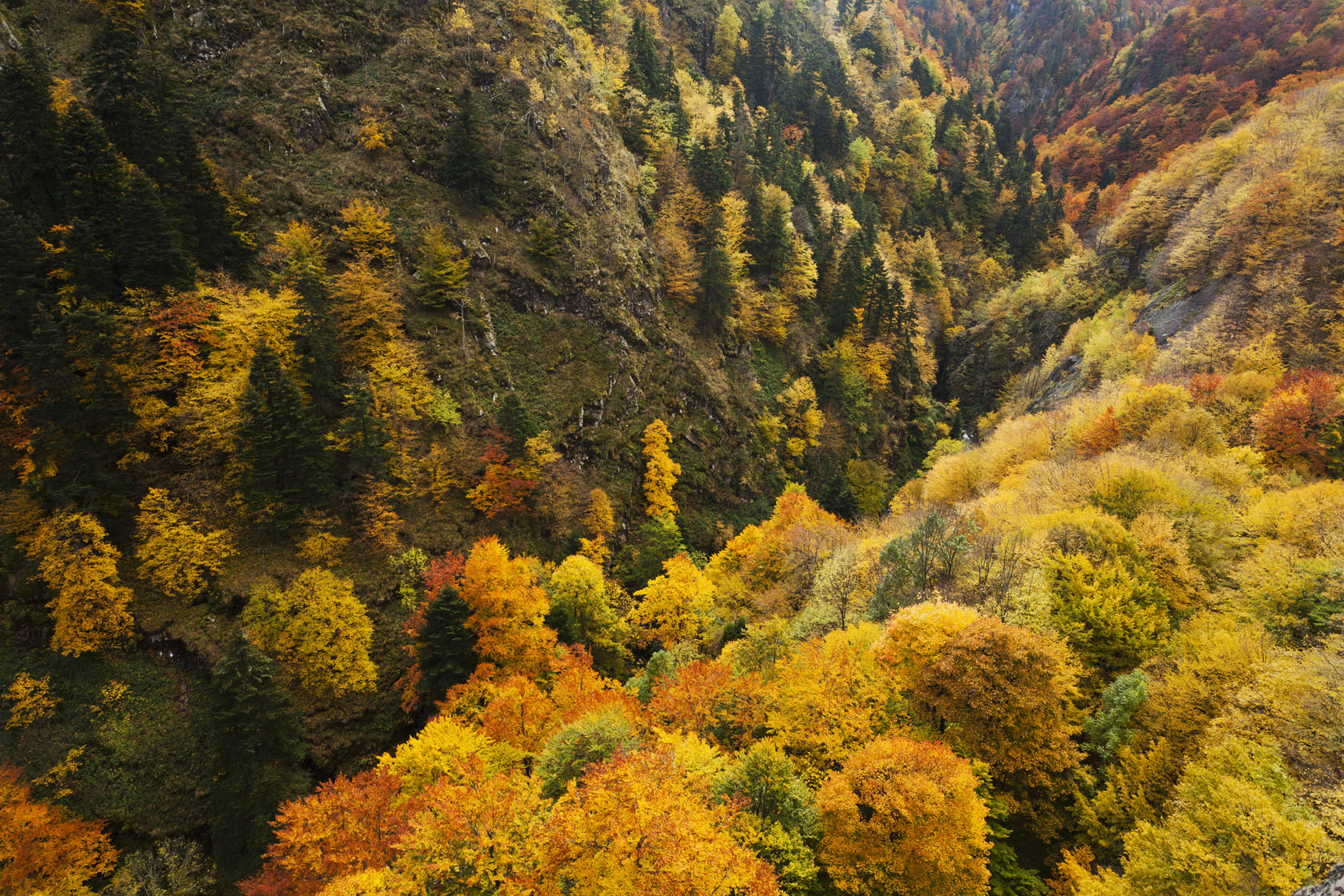
Podzimní pohled na rezervaci Steneto

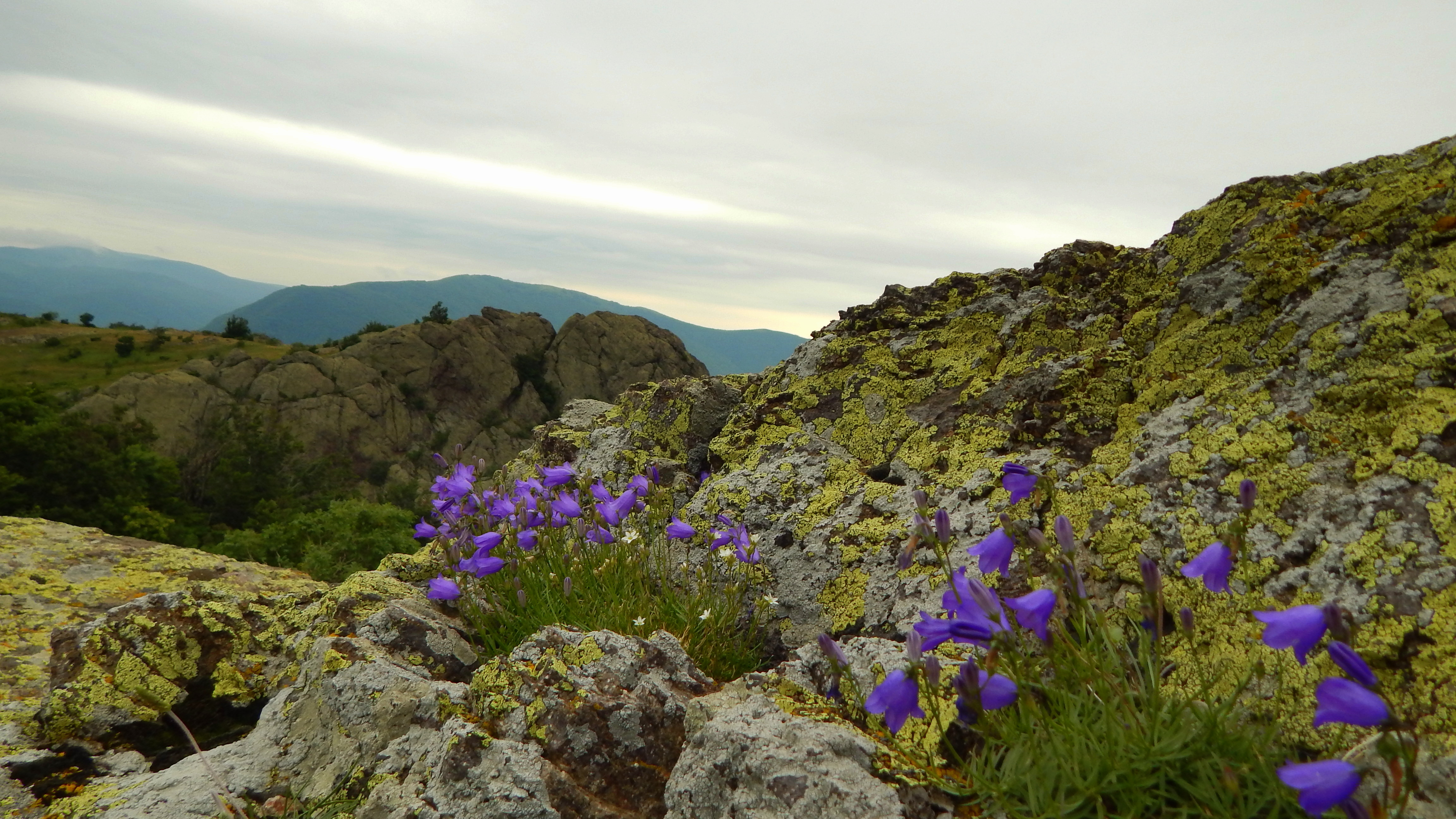
Flóra rezervace Karandila v přírodním parku Sinite Kamani

Významné oblasti Stare planiny jsou chráněny bulharskými zákony, včetně jednoho národního parku – Národního parku Centrální Balkán; tří přírodních parků – Přírodního parku Vrachanski Balkan, Přírodního parku Bulgarka a Přírodního parku Sinite Kamani, více než 20 přírodních rezervací a mnoha přírodních památek.
Národní park Centrální Balkán patří mezi největší a nejcennější chráněná území v Evropě. Od roku 2017 jsou jeho prastaré bukové lesy zařazeny na seznam světového dědictví UNESCO. Je třetí největším chráněným územím v Bulharsku a rozkládá se na ploše 717 km² s celkovou délkou 85 km od západu k východu a průměrnou šířkou 10 km. Na jeho území se nachází nejvyšší vrchol pohoří, vrchol Botev (2376 m), a také nejvyšší vodopád na Balkánském poloostrově Rajsko praskalo (124,5 m). Členitý a různorodý reliéf podmiňuje přítomnost četných soutěsek, skal, vodopádů a jeskyní, včetně Rajčovy dupky, druhé nejhlubší jeskyně objevené v Bulharsku a v pohoří, dosahující hloubky 377 m.
Flóra Národního parku Centrální Balkán je rozmanitá a zahrnuje 1689 druhů cévnatých rostlin, 45 druhů řas a 238 druhů mechů, mezi nimiž je 23 bulharských endemitů, například prvosenka listnatá (Primula frondosa), která se vyskytuje pouze na území parku, kontryhele Alchemilla achtarowii, Alchemilla jumrukczalica, bukvice Betonica bulgarica, chrpa Centaurea davidovii a dalších 75 balkánských endemitů.
Fauna obratlovců Národního parku Centrální Balkán čítá 309 druhů. Počet druhů savců je 60, včetně ochranářsky cenných zvířat, jako je medvěd hnědý, vlk obecný, kočka divoká, tchořík skvrnitý, kuna lesní, vydra říční, jediná populace kamzíka horského v rámci pohoří, svišť horský, slepec malý, hraboš sněžný atd. Avifauna zahrnuje 220 druhů, z nichž 123 tady hnízdí. Park je významný pro ochranu orla královského, raroha velkého, výra velkého, kulíška nejmenšího, puštíka obecného, puštíka bělavého, sýce rousného, strakapouda bělohřbetého, lejska černokrkého a chřástala polního. Herpetofauna parku zahrnuje 15 druhů plazů a 9 druhů obojživelníků. Žije zde populace národního významu zmije obecné, ještěrky živorodé a skokana hnědého. Vzhledem k vysoké nadmořské výšce parku tvoří ichtyofaunu šest druhů ryb, z nichž dominantní je pstruh potoční.
Přírodní park Vrachanski Balkan se nachází v západní části pohoří a rozkládá se na ploše 301 km², jeho území zahrnuje jedny z nejrozsáhlejších krasových oblastí v Bulharsku s více než 600 jeskyněmi, jako je Ledenika, soutěska Vratsata, jejíž 400 m vysoké vertikální skály jsou nejvyšší na Balkáně, a četné vodopády, jako je Skaklia (141 m převýšení, ale na rozdíl od Rajsko praskalo je sezónní) a Borov Kamak (63 m převýšení). Flóra zahrnuje 1082 druhů cévnatých rostlin a 186 druhů mechorostů, endemismus je ve srovnání s Národním parkem Centrální Balkán nižší – 6 bulharských a dalších 36 balkánských endemitů. Fauna obratlovců zahrnuje 276 druhů. Zaznamenaných druhů savců je 58 a patří mezi ně vlk obecný, šakal obecný, kočka divoká, tchořík skvrnitý, tchoř tmavý, kuna lesní a 22 druhů netopýrů. Ptáku je tu 181 druhů, z toho 124 hnízdících. Typickými druhy jsou orel skalní, káně bělochvosté, sokol stěhovavý, orlovec říční, kavče žlutozubé, rorýs velký, břehule skalní, vlaštovka skalní, zedníček skalní aj. Vyskytuje se zde 15 druhů plazů a 11 druhů obojživelníků; z nich významné populace mají ještěrka luční (Darevskia praticola), krátkonožka evropská, mlok Triturus ivanbureschi a také jediné naleziště čolka velkého v Bulharsku, které je zároveň jeho nejjižnější lokalitou na světě.
V posledních několika desetiletích byly zaznamenány úspěšné snahy o reintrodukci dvou druhů supů, kteří v pohoří vyhynuly. V roce 2021 se v masivu Kotel ve východní části pohoří vylíhlo první mládě supa hnědého v Bulharsku po téměř 30 letech, čímž byla založena druhá hnízdní kolonie na Balkáně po kolonii v severovýchodním Řecku, v posledních letech se několik hnízdících párů supa bělohlavého usadilo ve Vrátském Balkáně na západě a také ve východních částech pohoří. Východní část Stare planiny patří k prioritním oblastem reintrodukčního programu orlosupa bradatého. Od počátku 21. století bylo na řadě lokalit podél Balkánu zaznamenáno několik výskytů rysa ostrovida, který byl od 40. let 20. století považován v Bulharsku za vyhynulého.

### Srbsko

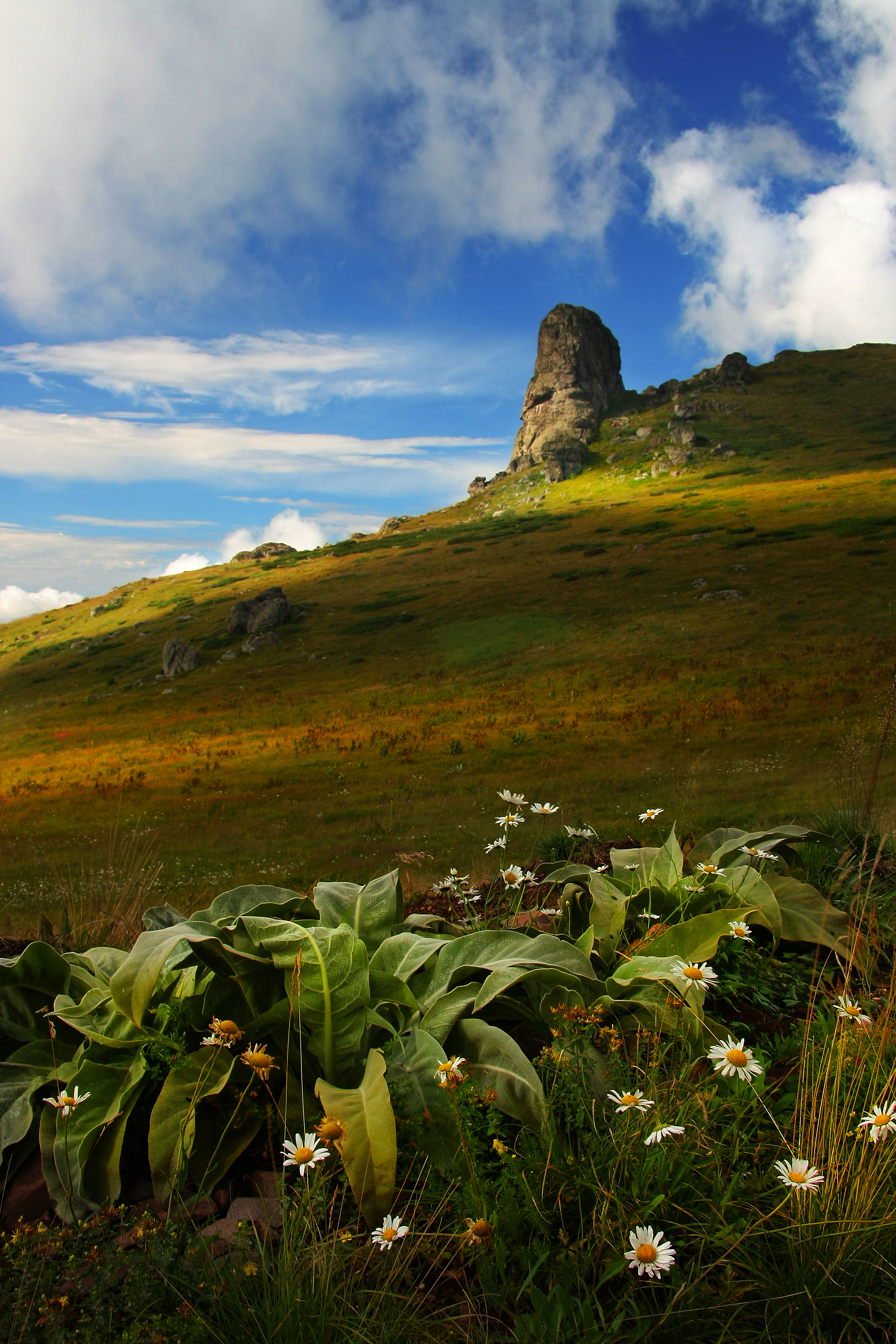
Přírodní park Stara Planina

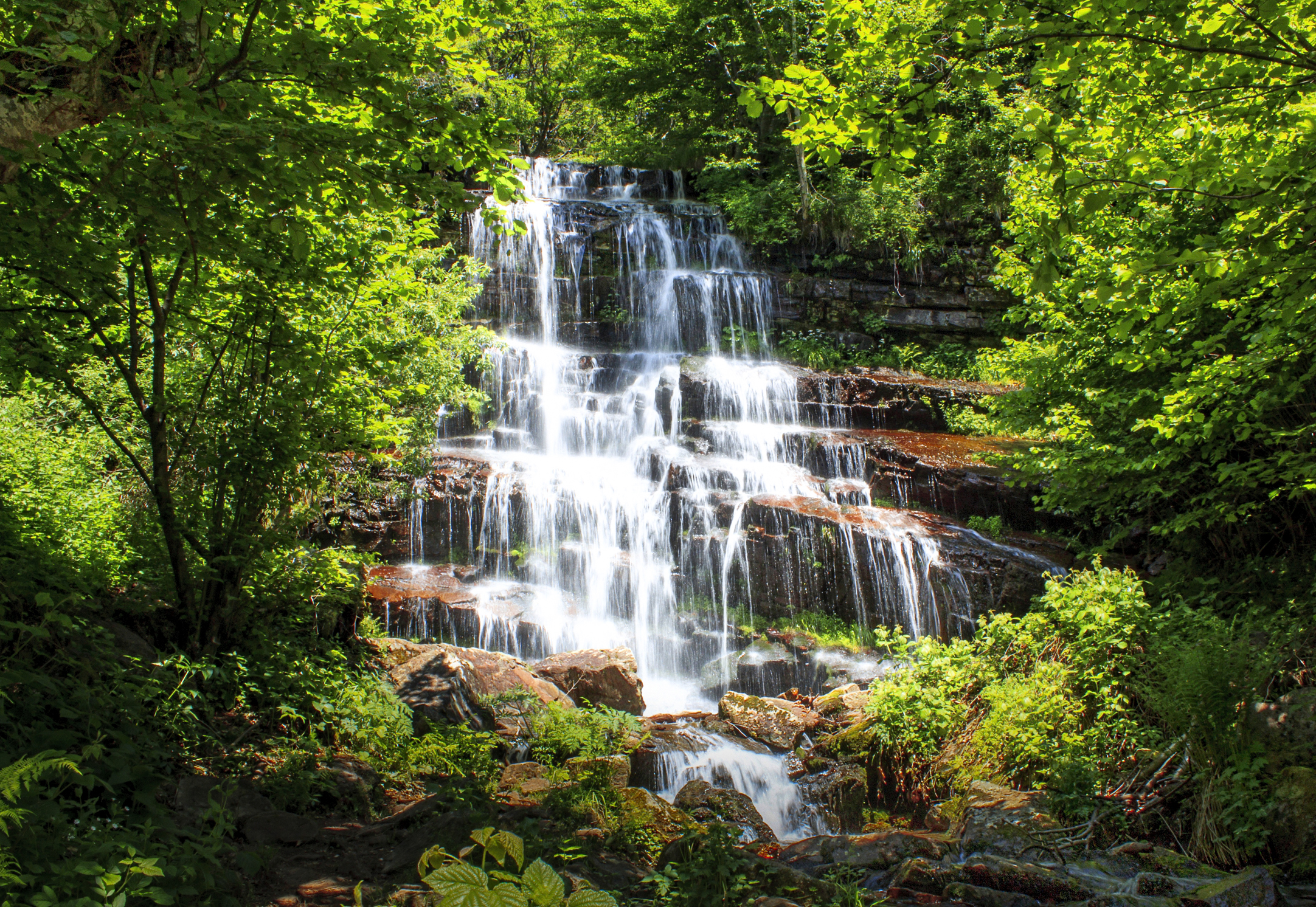
Vodopády Tupavica

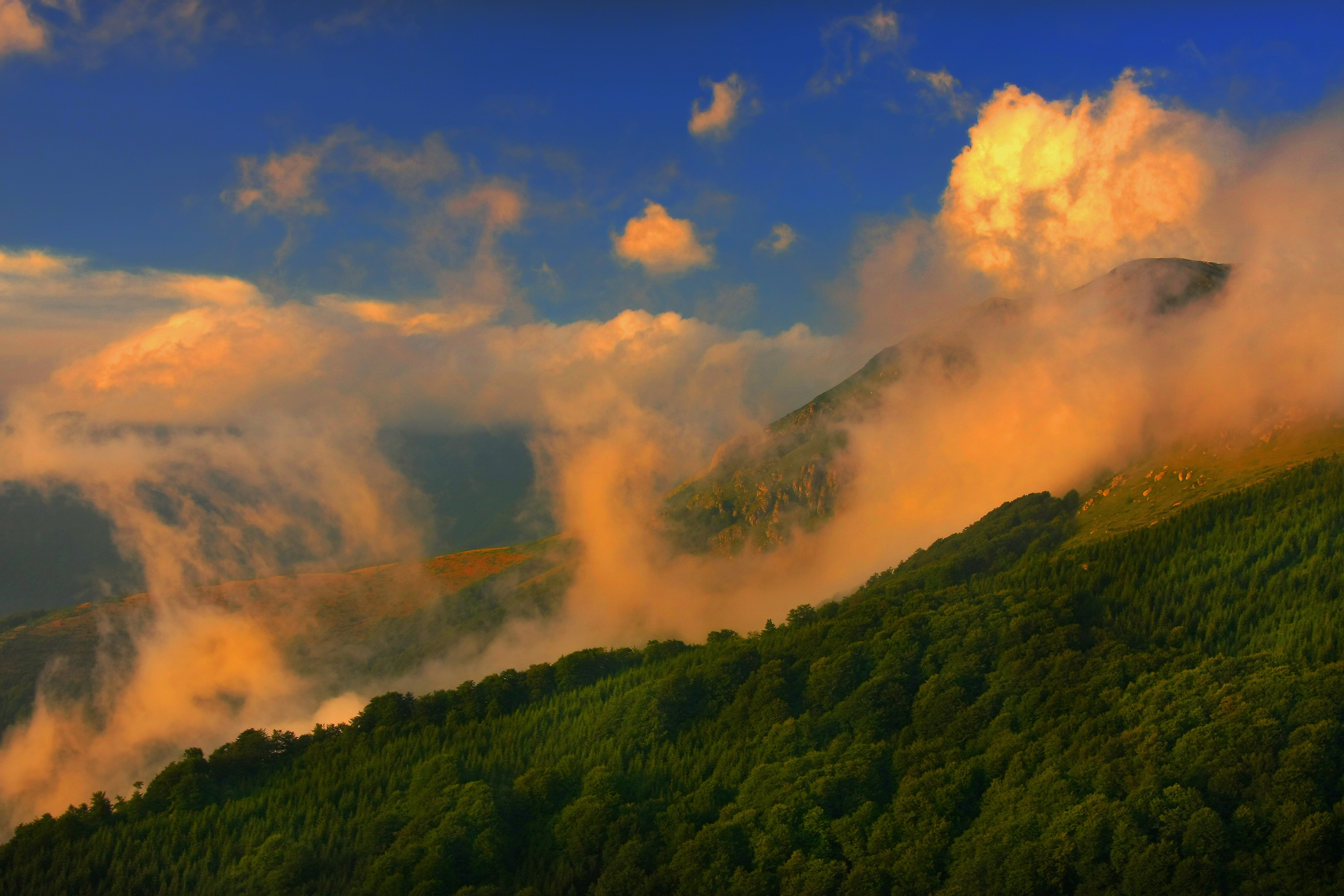
Přírodní park Stara Planina

První skupina stromů byla chráněna v roce 1966, v 80. letech následovalo vytvoření 7 zvláštních přírodních rezervací a 3 přírodních památek. Přírodní park Stara Planina (Парк природе „Стара планина“) byl zřízen v roce 1997 a od roku 2009 se nachází ve svých současných hranicích na ploše 1 143 km², v roce 2020 bylo chráněné území rozšířeno.
Sedimenty sahají od prvohor až po kenozoikum, vápencový terén je známý krátkými ztrácejícími se potoky a pěnovcovými vodopády. Nacházejí se zde kaňony a soutěsky, jako například kaňony řek Toplodolská reka a Rosomačka reka, známý je kaňon Rosomača (Rosomački lonci nebo Slavinjsko grlo) s 60 metrů vysokými kaskádovitými vápencovými stěnami, který připomíná Velký kaňon v americkém státě Colorado, ale v mnohem menším měřítku. Soutěska dlouhá 500 metrů je pozůstatkem někdejší jeskyně, která časem erodovala. Podzemní vody na vrchu vyvěrají na povrch v podobě běžných pramenů, studánek (vrelo) a roztroušených pramenů (pištevina). Nachází se zde asi 500 pramenů s průtokem přes 0,1 l/s. Nejsilnějším pramenem je občasné Jelovičko vrelo, známé svým kolísáním, které se vyznačuje bubláním a pěněním.
Horské ekosystémy jsou rozmanité a zahrnují několik rostlinných společenstev: lesy, křoviny, louky, pastviny a rašeliniště. V parku se nachází šest různých vegetačních pásem: Dubové, bukové, smrkové, subalpínské pásmo keřové vegetace přesličky rolní, borůvčí, subalpínské smrčiny a borovice kleče. Mezi další rostliny patří keřová olšina, stepní dub pýřitý, ale také vzácné a ohrožené druhy, jako je například koniklec německý, hlaváček jarní, pivoňka balkánská, rosnatka okrouhlolistá, javor Acer heldreichii, lilie zlatohlavá, kosatec nízký a orchideje rodu prstnatec. Celkem se zde vyskytuje 1 190 druhů rostlin, včetně místního endemitu křídlatého zvonku (Campanula calyciliata) a starčeku pančického (Senecio pancicii), které se vyskytují pouze v tomto pohoří. Na lokalitách Jabučko Ravnište, Babin Zub a Arbinje se nacházejí také společenstva horských rašelinišť se slatinnými rašeliníky, za léčivé nebo aromatické se považuje asi 350 druhů bylin. V roce 2022 bylo provedeno několik nezávislých průzkumů různých univerzit a ústavů s cílem všechny je sepsat, posílit jejich ochranu a ověřit možnosti potenciální plantážní produkce. Rozsáhlé oblasti jižně a jihovýchodně od pohoří jsou již přeměněny na plantáže aromatických bylin, zejména celé svahy okolních hor jsou osázeny levandulí.
V 80. letech 20. století byly na hoře objeveny zkameněliny Thecodontosaura. Jedná se o jeden z nejstarších zaznamenaných druhů dinosaurů a stáří pozůstatků se odhaduje na přibližně 250 milionů let.
Je zde zaznamenáno asi 190 druhů motýlů, oblast je lososový region, žije zde pstruh potoční. V řekách a potocích žije dalších 25 druhů ryb, dále mlok skvrnitý a čolek. V parku žije 203 druhů ptáků, z nichž 154 hnízdí, 10 zimuje, 30 protahuje a 13 se zatoulává. K významným druhům patří orel skalní, puštík bělavý a jestřáb. Protože je park nejvýznamnějším biotopem v Srbsku pro káně bělochvosté, sluku lesní a endemického skřivana ouškatého, byla oblast o rozloze 440 km² vyhlášena evropsky významným ptačím územím. Koncem 40. let 20. století z oblasti vymizel sup bělohlavý a v roce 2017 byl zahájen program jejich reintrodukce v rámci širšího evropského programu. Podél migrační trasy supů měla být umístěna, mimo jiné, krmítka. V parku se vyskytuje více než 30 druhů savců, včetně slepce malého, plšíka lískového a třetihorního reliktu, hraboše sněžného. Medvěd hnědý v srbské části vyhynul, ale v roce 2014 byly znovu nalezeny důkazy svědčící o jeho přítomnosti. V roce 2015 byli medvědi vyfotografováni, poté opět zmizeli až do roku 2019, kdy bylo na kameru natočeno mládě.
Lidské památky se datují od pravěkých pozůstatků, přes klasický starověk včetně římského období až po pozdně středověké klášterní komplexy. Některé z těchto starších památek jsou jen zlomkovité a přemístěné z původních míst. Nacházejí se zde četné příklady lidových staveb charakteristických pro architekturu regionu na konci 19. a počátku 20. století (domy, stodoly atd.).
Srbská část pohoří je považována za místo pro desítky malých vodních elektráren, což vyvolalo problémy s ochránci životního prostředí a místním obyvatelstvem. Dokonce i ministerstvo pro ochranu životního prostředí některé projekty zastavilo a vedlo s investory soudní spory. Ohlásilo také změnu zákona o ochraně přírody, která by natrvalo zakázala výstavbu elektráren v chráněných územích. Aby se zabránilo další degradaci, byl Přírodní park Stará Planina nominován do programu UNESCO Člověk a biosféra a na světový seznam geoparků, zatímco petice proti výstavbě malých vodních elektráren podepsalo přes deset tisíc obyvatel a místní obyvatelé zorganizovali četné protesty. Vyvolalo to podobné protesty i v jiných částech Srbska a bylo založeno sdružení „Braňme řeky Staré Planiny“, které rozšířilo svou základnu i mimo oblast Staré Planiny. Aktivita vyústila v různé fyzické potyčky mezi místními občany na jedné straně a dodavateli a jejich ochrankou na straně druhé, při nichž zasahovala policie.
V říjnu 2018 ministr ochrany životního prostředí Goran Trivan prohlásil, že současný zákon umožňuje výstavbu malých vodních elektráren v chráněných oblastech. Vláda povolila výstavbu 800 mikroelektráren, což ekologové označili za „megalomanské“, protože by vyrobily méně než 1 % celkové elektřiny. Ekologové vládu také obvinili, že pod záminkou využívání obnovitelných zdrojů energie ničí rostliny a živočichy. V září 2019 správa města Pirot oznámila, že z územního plánu odstraňuje všech 43 stávajících lokalit pro výstavbu malých vodních elektráren na území přírodního parku Stará Planina. V nechráněné části pohoří sice zůstalo 15 lokalit, ale představitelé města oznámili, že i tyto lokality v budoucnu zruší.

## Ekonomika
Ve vyšších nadmořských polohách je hlavní činností chov ovcí, krav, koní a v listnatých lesích lesnictví. V úrodných údolích převládá zemědělství. V regionu se také nacházejí významná ložiska černého uhlí.
Chov ovcí ve Staré Planině, jehož základem jsou domorodé cápové ovce, zejména bílá Pirocká pramenka (Pirotska pramenka) a tmavá karakačanská ovce (Karakačanska ovca), jejichž vlna se skládá z dlouhých, pružných vláken o průměru 30–40 μm, byl základem historicky dochovaného tkalcovství kilimů v místech výroby Pirockých a Čiprovcských kelimů. Vedle výroby vlny se na Staré planině rozvíjela také historická centra tkalcovství Şarkoj v západním Bulharsku, které provozovali pravoslavní Slované.
Dnes se věnuje zvýšená pozornost zachování tradičního domácího chovu ovcí, který zůstává základem dnešní výroby kelimů na Staré Planině. V roce 2009 však z dříve významného stáda ovcí zůstalo na srbské straně jen asi 500–1000 Pirotek a 100 karakačanských ovcí.
Chov ovcí ve Staré Planině původně vycházel z potřeb výroby sýrů, z nichž zde vyráběný kaškaval (tvrdý sýr) byl na Starou Planinu přivezen kočovnými Karakačany na počátku 19. století. Tvrdý sýr byl vedle vlny potřebné pro tkaní kelimů nejdůležitější komoditou v hospodářských vztazích Pirotu, Karibrodu a Čiprovic v Osmanské říši.
V současné době se také realizují projekty na zachování původních domácích plemen na Staré Planině při zakládání ekologicky hospodařících farem.
Významný je také turistický ruch. Přes celou bulharskou část vede vysokohorská dálková turistická trasa Kom-Enime.

## Fotografie

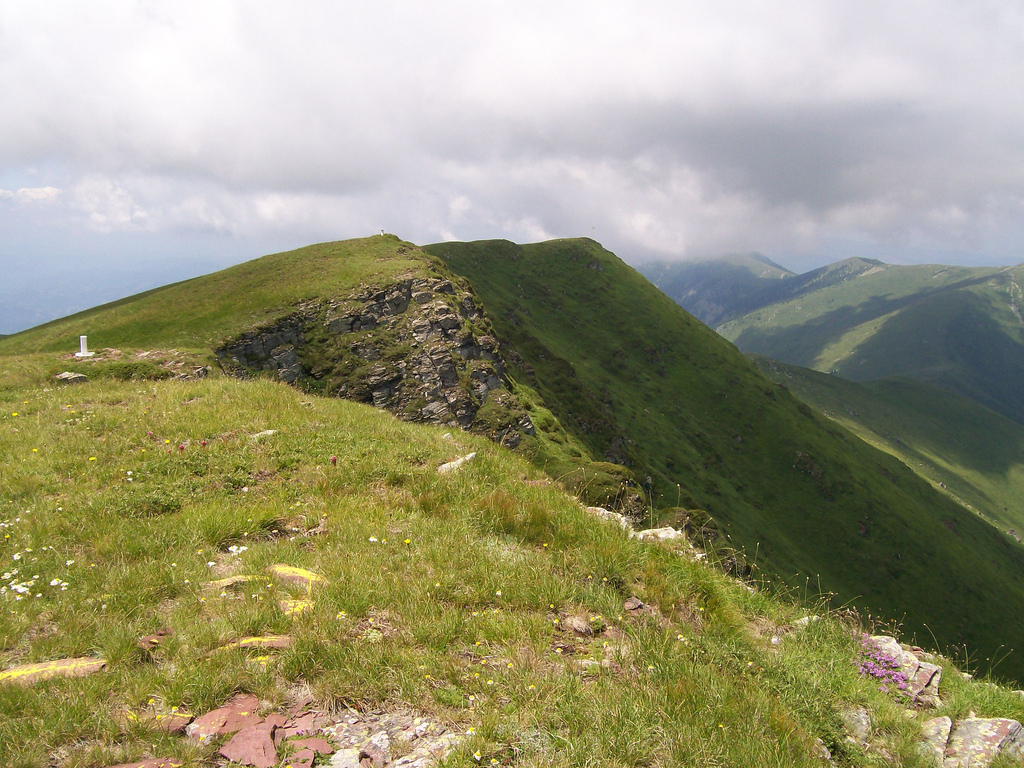
Pod vrcholem Midžuru
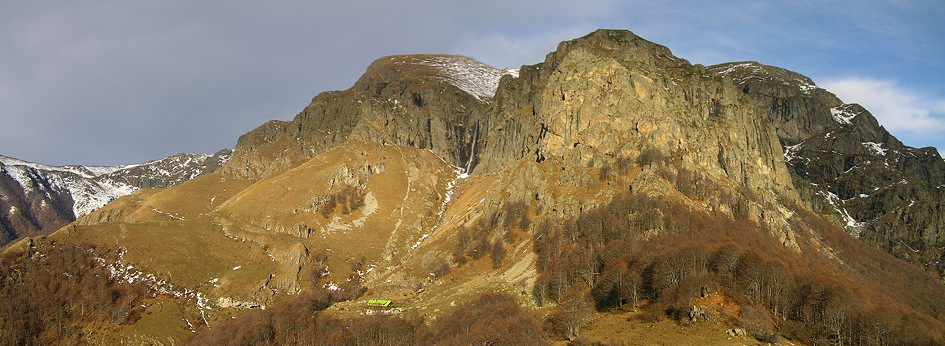
Vodopád Rajsko prăskalo v centrální části Staré planiny
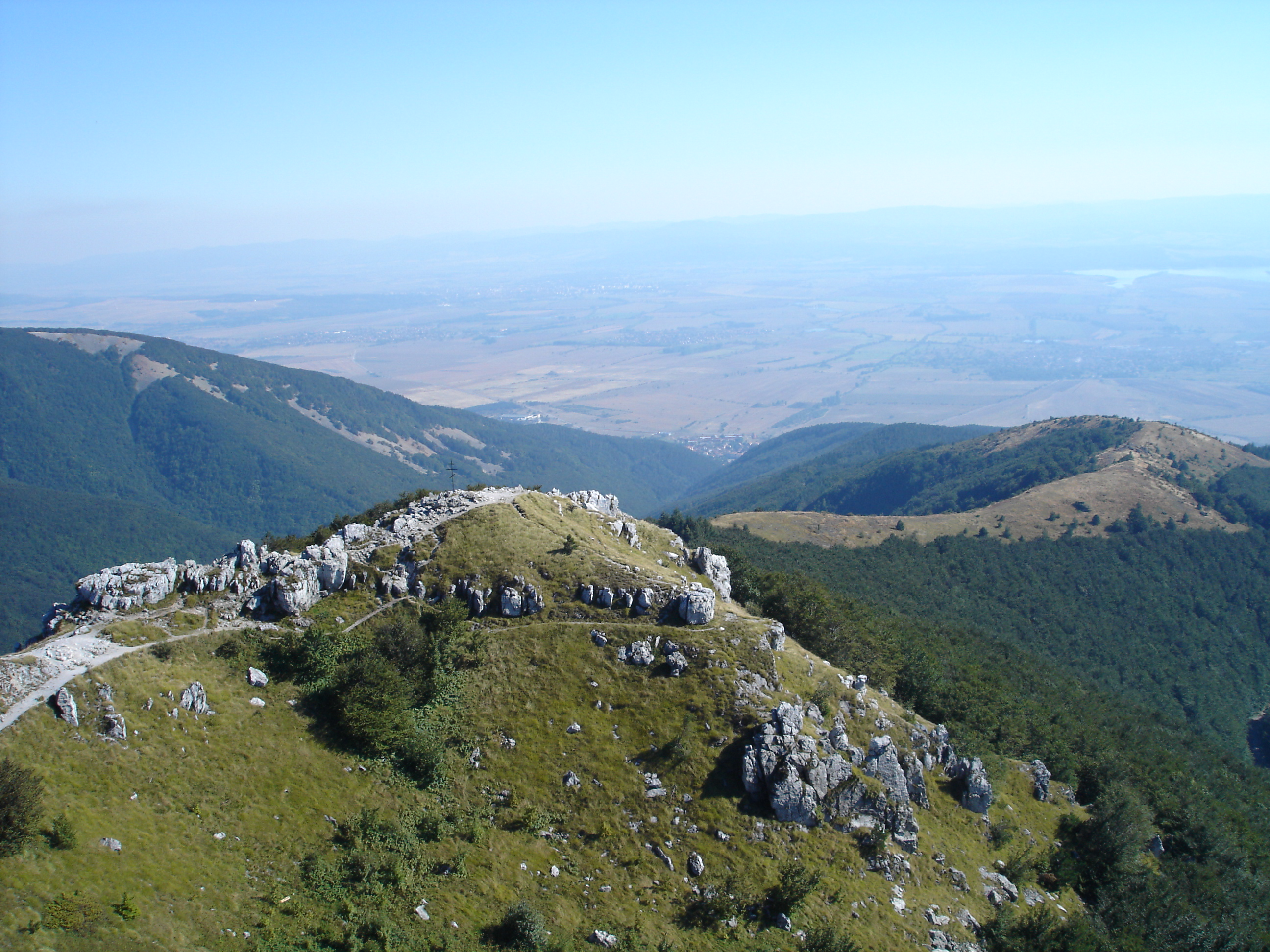
Pohled ze sedla Šipka
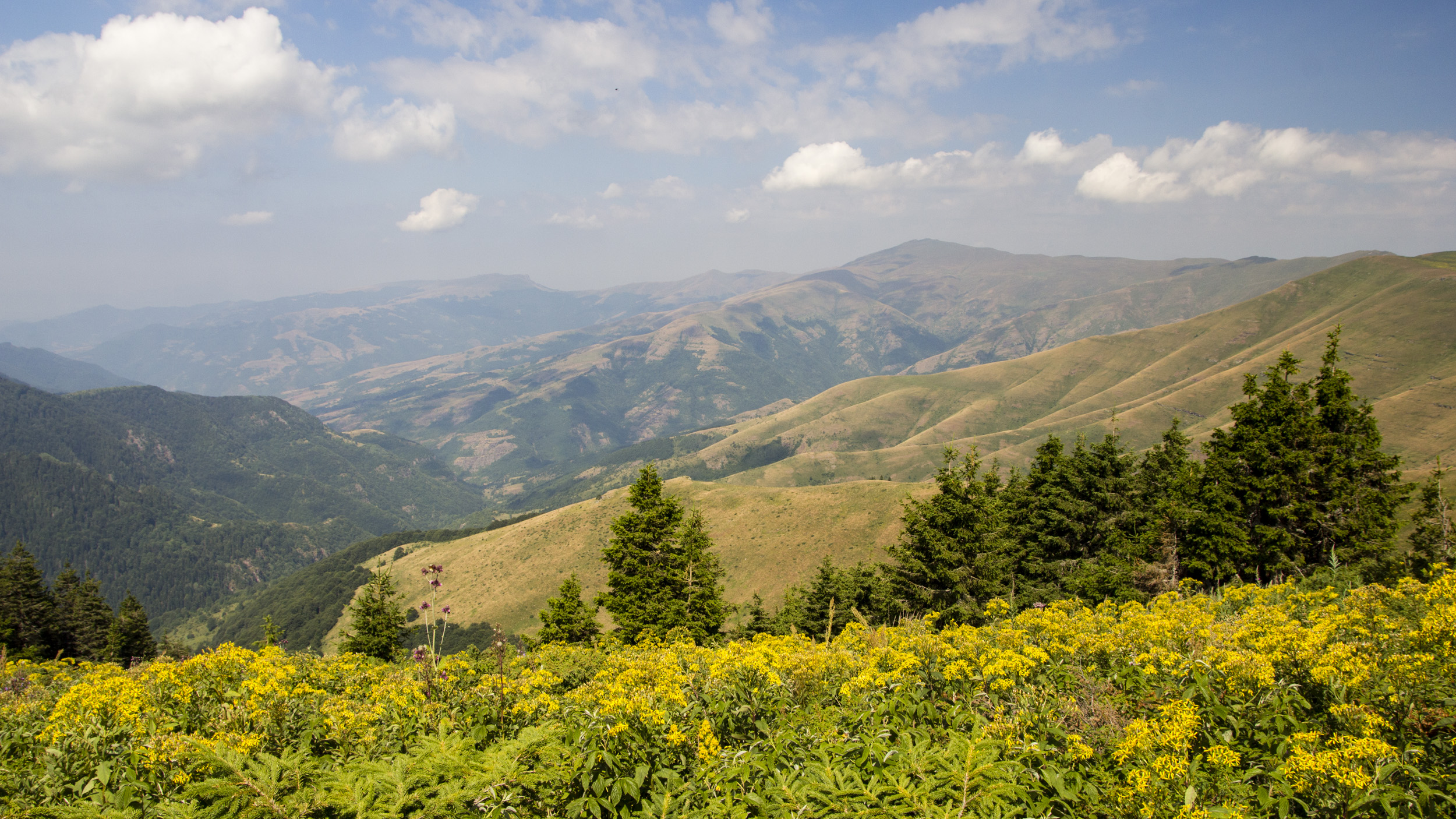
Hřeben vedoucí k hoře Midžur

## Zajímavosti
Podle dřívějšího řeckého názvu pohoří (Haemus) je pojmenováno horské pásmo Montes Haemus na přivrácené straně Měsíce.